# 1887年
1887年（1887 ねん）は、西暦（グレゴリオ暦）による、土曜日から始まる平年。明治20年。

## 他の紀年法
- 干支：丁亥
- 日本（月日は一致）
  - 明治20年
  - 皇紀2547年
- 清：光緒12年12月8日 - 光緒13年11月17日
- 朝鮮
  - 李氏朝鮮・高宗24年
  - 開国496年
  - 檀紀4220年
- 阮朝（ベトナム）：同慶元年12月8日 - 同慶2年11月17日
- 仏滅紀元：2429年 - 2430年
- イスラム暦：1304年4月5日 - 1305年4月15日
- ユダヤ暦：5647年4月5日 - 5648年4月16日
- 修正ユリウス日(MJD)：10272 - 10636
- リリウス日(LD)：111113 - 111477

※檀紀は、大韓民国で1948年に法的根拠を与えられたが、1962年からは公式な場では使用されていない。

## カレンダー
| 1月 |    |    |    |    |    |    |
| 日  | 月 | 火 | 水 | 木 | 金 | 土 |
|     |    |    |    |    |    | 1  |
| 2   | 3  | 4  | 5  | 6  | 7  | 8  |
| 9   | 10 | 11 | 12 | 13 | 14 | 15 |
| 16  | 17 | 18 | 19 | 20 | 21 | 22 |
| 23  | 24 | 25 | 26 | 27 | 28 | 29 |
| 30  | 31 |    |    |    |    |    |
|     |    |    |    |    |    |    |

| 2月 |    |    |    |    |    |    |
| 日  | 月 | 火 | 水 | 木 | 金 | 土 |
|     |    | 1  | 2  | 3  | 4  | 5  |
| 6   | 7  | 8  | 9  | 10 | 11 | 12 |
| 13  | 14 | 15 | 16 | 17 | 18 | 19 |
| 20  | 21 | 22 | 23 | 24 | 25 | 26 |
| 27  | 28 |    |    |    |    |    |
|     |    |    |    |    |    |    |

| 3月 |    |    |    |    |    |    |
| 日  | 月 | 火 | 水 | 木 | 金 | 土 |
|     |    | 1  | 2  | 3  | 4  | 5  |
| 6   | 7  | 8  | 9  | 10 | 11 | 12 |
| 13  | 14 | 15 | 16 | 17 | 18 | 19 |
| 20  | 21 | 22 | 23 | 24 | 25 | 26 |
| 27  | 28 | 29 | 30 | 31 |    |    |
|     |    |    |    |    |    |    |

| 4月 |    |    |    |    |    |    |
| 日  | 月 | 火 | 水 | 木 | 金 | 土 |
|     |    |    |    |    | 1  | 2  |
| 3   | 4  | 5  | 6  | 7  | 8  | 9  |
| 10  | 11 | 12 | 13 | 14 | 15 | 16 |
| 17  | 18 | 19 | 20 | 21 | 22 | 23 |
| 24  | 25 | 26 | 27 | 28 | 29 | 30 |
|     |    |    |    |    |    |    |

| 5月 |    |    |    |    |    |    |
| 日  | 月 | 火 | 水 | 木 | 金 | 土 |
| 1   | 2  | 3  | 4  | 5  | 6  | 7  |
| 8   | 9  | 10 | 11 | 12 | 13 | 14 |
| 15  | 16 | 17 | 18 | 19 | 20 | 21 |
| 22  | 23 | 24 | 25 | 26 | 27 | 28 |
| 29  | 30 | 31 |    |    |    |    |
|     |    |    |    |    |    |    |

| 6月 |    |    |    |    |    |    |
| 日  | 月 | 火 | 水 | 木 | 金 | 土 |
|     |    |    | 1  | 2  | 3  | 4  |
| 5   | 6  | 7  | 8  | 9  | 10 | 11 |
| 12  | 13 | 14 | 15 | 16 | 17 | 18 |
| 19  | 20 | 21 | 22 | 23 | 24 | 25 |
| 26  | 27 | 28 | 29 | 30 |    |    |
|     |    |    |    |    |    |    |

| 7月 |    |    |    |    |    |    |
| 日  | 月 | 火 | 水 | 木 | 金 | 土 |
|     |    |    |    |    | 1  | 2  |
| 3   | 4  | 5  | 6  | 7  | 8  | 9  |
| 10  | 11 | 12 | 13 | 14 | 15 | 16 |
| 17  | 18 | 19 | 20 | 21 | 22 | 23 |
| 24  | 25 | 26 | 27 | 28 | 29 | 30 |
| 31  |    |    |    |    |    |    |
|     |    |    |    |    |    |    |

| 8月 |    |    |    |    |    |    |
| 日  | 月 | 火 | 水 | 木 | 金 | 土 |
|     | 1  | 2  | 3  | 4  | 5  | 6  |
| 7   | 8  | 9  | 10 | 11 | 12 | 13 |
| 14  | 15 | 16 | 17 | 18 | 19 | 20 |
| 21  | 22 | 23 | 24 | 25 | 26 | 27 |
| 28  | 29 | 30 | 31 |    |    |    |
|     |    |    |    |    |    |    |

| 9月 |    |    |    |    |    |    |
| 日  | 月 | 火 | 水 | 木 | 金 | 土 |
|     |    |    |    | 1  | 2  | 3  |
| 4   | 5  | 6  | 7  | 8  | 9  | 10 |
| 11  | 12 | 13 | 14 | 15 | 16 | 17 |
| 18  | 19 | 20 | 21 | 22 | 23 | 24 |
| 25  | 26 | 27 | 28 | 29 | 30 |    |
|     |    |    |    |    |    |    |

| 10月 |    |    |    |    |    |    |
| 日   | 月 | 火 | 水 | 木 | 金 | 土 |
|      |    |    |    |    |    | 1  |
| 2    | 3  | 4  | 5  | 6  | 7  | 8  |
| 9    | 10 | 11 | 12 | 13 | 14 | 15 |
| 16   | 17 | 18 | 19 | 20 | 21 | 22 |
| 23   | 24 | 25 | 26 | 27 | 28 | 29 |
| 30   | 31 |    |    |    |    |    |
|      |    |    |    |    |    |    |

| 11月 |    |    |    |    |    |    |
| 日   | 月 | 火 | 水 | 木 | 金 | 土 |
|      |    | 1  | 2  | 3  | 4  | 5  |
| 6    | 7  | 8  | 9  | 10 | 11 | 12 |
| 13   | 14 | 15 | 16 | 17 | 18 | 19 |
| 20   | 21 | 22 | 23 | 24 | 25 | 26 |
| 27   | 28 | 29 | 30 |    |    |    |
|      |    |    |    |    |    |    |

| 12月 |    |    |    |    |    |    |
| 日   | 月 | 火 | 水 | 木 | 金 | 土 |
|      |    |    |    | 1  | 2  | 3  |
| 4    | 5  | 6  | 7  | 8  | 9  | 10 |
| 11   | 12 | 13 | 14 | 15 | 16 | 17 |
| 18   | 19 | 20 | 21 | 22 | 23 | 24 |
| 25   | 26 | 27 | 28 | 29 | 30 | 31 |
|      |    |    |    |    |    |    |

## できごと

### 1月
- 1月1日 - 中央気象台発足[要出典]
- 1月5日 - 高知県高知市の料亭『得月楼』にて新年会を開いていた高知県知事田辺良顕ら諸官吏を標的に、横山又吉ら数人が座敷へ小石を詰めた竹砲を撃ちこむ事件を起こす[1]。
- 1月20日 -米上院が海軍の真珠湾使用を承認(ハワイ王国からの獲得は11月)
- 1月22日 - 東京電燈会社が市内配電を開始

### 2月
- 2月5日 - ヴェルディ歌劇「オテロ」初演(スカラ座)
- 2月8日 - 郵便徽章制定(〒)
- 2月15日
  - 国民之友創刊(徳富蘇峰)
  - Tôbaé創刊(ジョルジュ・ビゴー)
- 2月23日 - 仏・伊の地中海沿岸で地震(M6.0，死者2000名)

### 3月
- 3月3日 - アン・サリヴァンがヘレン・ケラーの教育を開始
- 3月23日 - 所得税法公布

### 4月
- 4月4日 - 米国で初めての女性市長が誕生(Susanna M. Salter)
- 4月18日 - 仙台に第二高等中学校（旧制第二高等学校）および金沢に第四高等中学校（旧制第四高等学校）が設置。
- 4月30日 - ヘルマン・ロエスレル「日本帝国憲法草案」を起草

### 5月
- 5月14日 - 取引所条例公布
- 5月20日
  - 学位令公布
  - 博愛社が日本赤十字社に改称
- 5月27日 - パリでオペラ＝コミック座焼失(死者200名)
- 中江兆民「三酔人経綸問答」刊行

### 6月
- 6月18日
  - 独露再保障条約締結
  - 利根運河通水式
- 6月21日 - 大英帝国でヴィクトリア女王在位50周年式典

### 7月
- 7月11日 - 東海道線横浜・国府津間が開業
- 7月23日 - 東京火災保険(後の安田火災海上保険)設立
- 7月26日 - ルドヴィコ・ザメンホフ「Unua Libro」出版(初のエスペラント文法書)(エスペラント誕生の日)

### 8月
- 8月19日 - 新潟県、福島県、北関東で皆既日食（白河日食）、東京でも99％の蝕を観測
- 8月20日 - 帝国砲艦鳥海進水式(民間造船所での最初の建造)
- 8月26日 - 徳川家康の関東入国から300年を記念し、上野公園にて東京開市三百年祭を開催
- 8月31日 - トーマス・エジソンが白熱電灯の特許を獲得
- 反省会雑誌(後の中央公論)創刊

### 9月
- 9月16日 - 哲学館(後の東洋大学)創立(井上円了)
- 9月17日 - 井上馨外相が辞任
- 9月27日 - エミール・ベルリナーがグラモフォンの特許を取得
- 9月28日 - 黄河流域で洪水被害、死者90万人以上

### 10月
- 10月4日 - 図画取調掛が東京美術学校に、音楽取調掛が東京音楽学校に改称
- 10月17日‐横浜市が日本最初の近代水道として、給水開始。
- 10月31日 - リムスキー＝コルサコフ「スペイン奇想曲」初演(ペテルブルク)

### 11月
- 11月29日 - ロンドンで血の日曜日事件(Bloody Sunday)
- 11月29日 - 米国が真珠湾をハワイ王国より獲得

### 12月
- 12月1日 - マカオの統治権をポルトガルが清より獲得
- 12月2日 - 仏グレヴィ大統領辞任
- 12月9日 - 吾妻橋開橋式(隅田川初の鉄橋)
- 12月10日 - 東京ホテル設立(1890年に帝国ホテルとして開業)
- 12月19日 - 日本橋蛎殻町で大火(焼失1690戸，中島座より出火)
- 12月25日 - 保安条例公布(即日実行)
- 12月28日 - 新聞紙条例・版権条例改正

### 日付不詳
- アメリカ、自治植民地会議が始まる
- フランス領インドシナ連邦成立

## 誕生
- 1月1日 - ヴィルヘルム・カナリス、ドイツ海軍軍人、国防軍情報部部長（+ 1945年）
- 1月3日 - アウグスト・マッケ、画家（+ 1914年）
- 1月5日 - バーナード・リーチ、陶芸家・画家（+ 1979年）
- 1月15日 - 笹部新太郎、植物学者（* 1978年）
- 1月16日 - 葛西善蔵、小説家（+ 1928年）
- 1月28日 - アルトゥール・ルービンシュタイン、ピアニスト（+ 1982年）
- 1月28日 - ロバート・フランクリン・ストラウド、犯罪者・鳥類研究家（+ 1963年）
- 1月29日 - 高堂国典、俳優（+ 1960年）
- 2月3日 - ゲオルク・トラークル、詩人（+ 1914年）
- 2月8日 - 鳥養利三郎、電気工学者（+ 1976年）
- 2月9日 - 土田麦僊、日本画家（+ 1936年）
- 2月9日 - 菅野力夫、探検家（+ 1963年）
- 2月9日 - ヘイニー・ジマーマン、メジャーリーガー（+ 1969年）
- 2月11日 - 折口信夫、民俗学者（+ 1953年）
- 2月13日 - チャート・ゲーザ、作家・音楽家・医師（+ 1919年）
- 2月17日 - レーヴィ・マデトヤ、作曲家（+ 1947年）
- 2月21日 - 阿南惟幾、日本陸軍軍人・政治家（+ 1945年）
- 2月22日 - 松本泰、小説家・推理作家（+ 1939年）
- 2月26日 - ピート・アレクサンダー、元メジャーリーガー（+ 1950年）
- 2月28日 - ウィリアム・ゾラック、彫刻家（+ 1966年）
- 3月1日 - パーシヴァル・ワイルド、作家・劇作家（+ 1953年）
- 3月5日 - エイトル・ヴィラ＝ロボス、作曲家（+ 1959年）
- 3月19日 - ホセ・メンデス、野球選手（+ 1928年）
- 3月20日 - ハルトフ・ハンバーガー、野球選手（+ 1924年）
- 3月22日 - 中山晋平、作曲家（+ 1952年）
- 3月22日 - チコ・マルクス、コメディアン・マルクス兄弟（+ 1961年）
- 3月23日 - ヨゼフ・チャペック、画家・作家（+ 1945年）
- 3月23日 - フアン・グリス、画家（+ 1927年）
- 3月23日 - フェリックス・ユスポフ、ロシア帝国の貴族（+ 1967年）
- 3月24日 - ロスコー・アーバックル、俳優（+ 1933年）
- 3月24日 - 赤木正雄、土木工学者（+ 1972年）
- 3月24日 - 岡田春夫、元衆議院副議長岡田春夫の父・立憲民政党衆議院議員（+ 1937年）
- 3月25日 - 南雲忠一、海軍軍人（+ 1944年）
- 4月1日 - レナード・ブルームフィールド、言語学者（+ 1949年）
- 4月3日 - 鳳谷五郎、大相撲第24代横綱（+ 1956年）
- 4月8日 - 小原国芳、教育者、玉川学園の創立者（+ 1977年）
- 4月10日 - バーナード・ウッセイ、生理学者（+ 1971年）
- 4月16日 - 君島一郎、元朝鮮銀行副総裁・野球研究者（+ 1975年）
- 4月21日 - ジョー・マッカーシー、メジャーリーグ監督（+ 1978年）
- 5月2日 - エディ・コリンズ、メジャーリーガー（+ 1951年）
- 5月11日 - パウル・ウィトゲンシュタイン、ピアニスト（+ 1961年）
- 5月31日 - サン＝ジョン・ペルス、詩人（+ 1975年）
- 6月5日 - 石井鶴三、彫刻家・洋画家（+ 1973年）
- 6月5日 - ルース・ベネディクト、文化人類学者（+ 1948年）
- 6月14日 - 山脇敏子、洋画家・服飾手芸家・教育者（+ 1960年）
- 6月18日 - 岩崎輝弥、実業家・日本の鉄道ファンの先駆者（+ 1956年）
- 6月18日 - 松本治一郎、実業家、政治家（+ 1966年）
- 6月20日 - クルト・シュヴィッタース、芸術家・画家（+ 1948年）
- 6月22日 - ジュリアン・ハクスリー、生物学者（+ 1975年）
- 6月23日 - ラインハルト・ゲーリング、劇作家（+ 1936年）
- 6月25日 - カリンティ・フリジェシュ、作家・翻訳家・ジャーナリスト（+ 1938年）
- 7月3日 - 中村彝、画家（+ 1924年）
- 7月7日 - マルク・シャガール、画家（+ 1985年）
- 7月13日 - 小絲源太郎、洋画家（+ 1978年）
- 7月16日 - ジョー・ジャクソン (野球)、メジャーリーグベースボール選手（+ 1951年）
- 7月18日 - ヴィドクン・クヴィスリング、ノルウェーの指導者（+ 1945年）
- 7月20日 - 東原玉造、競馬騎手・調教師（+ 1955年）
- 7月22日 - グスタフ・ヘルツ、物理学者（+ 1975年）
- 7月27日 - 山本有三、作家（+ 1974年）
- 7月28日 - 片山哲、第46代内閣総理大臣（+ 1978年）
- 7月28日 - マルセル・デュシャン、美術家（+ 1968年）
- 7月29日 - 重光葵、外交官・政治家（+ 1957年）
- 7月31日 - 牛島満、太平洋戦争期の日本陸軍軍人・陸軍大将（+ 1945年）
- 8月12日 - エルヴィン・シュレーディンガー、物理学者（+ 1961年）
- 8月14日 - 荒畑寒村[2]、労働運動家（+ 1981年）
- 8月17日 - カール1世、オーストリア・ハンガリー帝国最後の皇帝（+ 1922年）
- 8月23日 - フリードリッヒ・ザンデル、宇宙工学者（+ 1933年）
- 8月24日 - ハリー・フーパー、メジャーリーガー（+ 1974年）
- 9月12日 - 堅山南風、日本画家（+ 1980年）
- 9月14日 - パウル・コハンスキ、ヴァイオリニスト・作曲家・編曲家（+ 1934年）
- 9月24日 - 中塚一碧楼、俳人（+ 1946年）
- 10月7日 - ル・コルビュジエ、建築家（+ 1965年）
- 10月13日 - 小出楢重、画家（+1931年）
- 10月13日 - ヨゼフ・ティソ、第二次世界大戦期のスロバキアの指導者（+ 1947年）
- 10月18日 - ドニー・ブッシュ、メジャーリーガー（+ 1972年）
- 10月20日 - 九条武子、教育者・歌人（+ 1928年）
- 10月20日 - 朝香宮鳩彦王、皇族・陸軍軍人（+ 1981年）
- 10月30日 - ゲオルク・ハイム、詩人（+ 1912年）
- 10月31日 - 蔣介石、政治家（+ 1975年）
- 11月6日 - 星島二郎、政治家・第47代衆議院議長（+ 1980年）
- 11月6日 - ウォルター・ジョンソン、元メジャーリーガー（+ 1946年）
- 11月15日 - 芦田均、外交官・第47代内閣総理大臣（+ 1959年）
- 11月15日 - ジョージア・オキーフ、画家（+ 1986年）
- 11月25日 - ニコライ・ヴァヴィロフ、植物学者・遺伝学者（+ 1943年）
- 11月27日 - 本間雅晴、陸軍軍人（+ 1946年）
- 12月3日 - 東久邇宮稔彦王、皇族・日本陸軍軍人・第43代内閣総理大臣（+ 1990年）
- 12月6日 - 水上瀧太郎、小説家・評論家（+ 1940年）
- 12月15日 - 宮沢胤勇、政治家・実業家（+ 1966年）
- 12月17日 - 竹内京治、政治家（+ 1966年）
- 12月21日 - サイ・ウィリアムズ、メジャーリーガー（+ 1974年）
- 12月22日 - シュリニヴァーサ・ラマヌジャン、数学者（+ 1920年）
- 12月25日 - 高木八尺、アメリカ研究者（+ 1984年）
- 12月29日 - 信時潔、作曲家（+ 1965年）

## 死去
- 2月3日 - 岡部長寛、和泉岸和田藩の第12代藩主（* 1809年）
- 2月8日 - ジム・カートライト、西部開拓時代のガンマン・アウトロー（* 1848年）
- 2月16日 - ウィリアム・クラーク・イーストレイク、歯科医（* 1834年）
- 2月18日 - 中山みき、天理教教祖（* 1798年）
- 2月27日 - アレクサンドル・ボロディン、作曲家（* 1833年）
- 3月7日 - 長谷川延年、篆刻家・随筆家（* 1803年）
- 3月7日 - 黒田長溥、第11代福岡藩主（* 1811年）
- 3月10日 - 井上井月、俳人（* 1822年?）
- 3月17日 - キンチェム、競走馬（* 1874年）
- 4月2日 - 中島登、新選組隊士（* 1838年）
- 4月5日 - イワン・クラムスコイ、画家（* 1837年）
- 5月11日 - ジャン・バティスト・ブサンゴー、化学者（* 1802年）
- 5月19日 - 矢野玄道、国学者（* 1823年）
- 5月20日 - アレクサンドル・ウリヤノフ、レーニンの兄（* 1866年）
- 6月17日 - ヒューゴ・ビルイェル、画家（* 1854年）
- 6月25日 - ジェイムズ・スピード、アメリカ合衆国司法長官（* 1812年）
- 7月3日 - クレー・アリソン、西部開拓時代のアウトロー（* 1840年）
- 7月18日 - ロバート・マーサー・タリアフェロー・ハンター、 第2代アメリカ連合国国務長官・第18代アメリカ合衆国下院議長（* 1809年）
- 8月1日 - ミハイル・カトコフ、ジャーナリスト（* 1818年）
- 8月8日 - アレクサンダー・ウィリアム・ドニファン、アメリカ陸軍の軍人（* 1808年）
- 8月12日 - 羽倉可亭、書画家・篆刻家（* 1799年）
- 8月19日 - アルヴァン・クラーク、望遠鏡技術者（* 1804年）
- 8月20日 - ジュール・ラフォルグ、詩人（* 1860年）
- 9月16日 - 境川浪右衛門、大相撲第14代横綱（* 1841年）
- 10月17日 - グスタフ・キルヒホフ、物理学者（* 1824年）
- 11月8日 - ドク・ホリデイ、ガンマン（* 1851年）
- 11月28日 - グスタフ・フェヒナー、物理学者・哲学者（* 1801年）
- 12月6日 - 島津久光、薩摩藩主島津忠義の父（* 1817年）
- 12月22日 - 谷村一正、長州藩士・宮内官僚（* 1841年、墓所は青山霊園だが無縁墳墓）
- 12月24日 - ダニエル・マニング、アメリカ合衆国財務長官（* 1831年）